# آسخات دل‌محمدف
آسخات دل‌محمدف(به قزاقی: Асқат Ділмұхамедов؛ زادهٔ ۲۶ ژوئیهٔ ۱۹۸۶) یک کشتی‌گیر فرنگی‌کار اهل قزاقستان است.